# Hektor Haarkötter

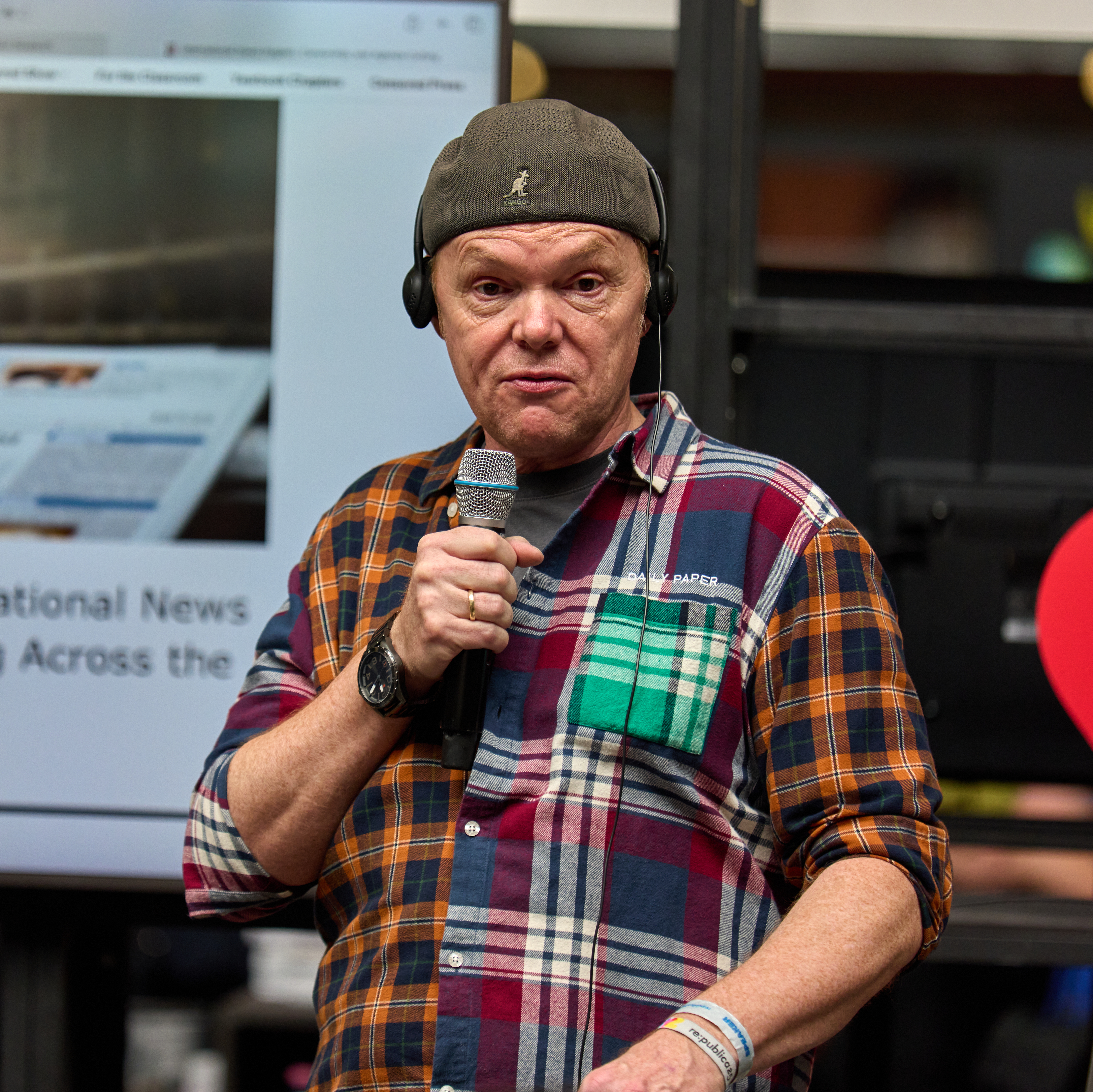
Hektor Haarkötter, 2025

Hektor Haarkötter (* 17. Oktober 1968 in Oldenburg) ist ein deutscher Fernsehjournalist, Autor sowie Medien- und Kommunikationswissenschaftler.

## Leben
Haarkötter wuchs auf im Ruhrgebiet, Aachen, der Eifel und in Bamberg, wo er am Franz-Ludwig-Gymnasium das Abitur machte. Er studierte am Pontificio Ateneo s. Anselmo in Rom, an der Georg-August-Universität Göttingen, an der Heinrich-Heine-Universität Düsseldorf sowie an der Universität zu Köln die Fächer Philosophie, Theologie, Deutsche Philologie, Mittlere und Neuere Geschichte sowie Soziologie und schloss mit dem Magister Artium (M.A.) ab. Anschließend promovierte er an der Uni Göttingen über ein medienwissenschaftliches und erzähltheoretisches Thema; die Dissertation wurde 2007 veröffentlicht.

### Journalismus
Haarkötter war Redakteur der Göttinger Woche, einer alternativen bürgerjournalistischen Wochenzeitung, wo er unter anderem mit Norman Ohler zusammenarbeitete. Außerdem war er Chefredakteur der Göttinger Nachrichten.
Seit 1994 arbeitet Haarkötter in Köln als Fernsehjournalist, Regisseur und Autor für öffentlich-rechtliche Rundfunkanstalten sowie arte. Er veröffentlichte unter anderem in der taz, der Wochenzeitung Die Zeit, Spiegel Spezial, MacMagazin, Medium Magazin, M – Menschen Machen Medien, Online Today, Tomorrow und auf Telepolis.
Als TV-Journalist arbeitete Haarkötter für die Redaktionsgruppe Wirtschaft, Arbeit & Recht des Bayerischen Rundfunks sowie für Redaktionen des Westdeutschen Rundfunks, vor allem die Redaktionsgruppe Wirtschaft & Service. Er hat Beiträge unter anderem für die Sendungen Markt, PlusMinus, ARD-Ratgeber, Quarks&Co., Quarks21, Servicezeit, ARD-Morgenmagazin, Polis produziert. Als Filmemacher hat er Reportagen und Dokumentationen u. a. für SWR Eisenbahnromantik, arte Reportage und WDR Erlebnisreisen hergestellt. Die Pilotfolge der preisgekrönten Reisesendung Wunderschön! hat er verantwortet.
In Abschalten. Das Antimedien-Buch (2007) hat Haarkötter historische und aktuelle Positionen der Medienkritik zusammengefasst. Als Beitrag zu einer „literarischen Zoologie“ bzw. einer „bibliophilen/bibliophagen Kulinarik“ versteht sich sein Buch Der Bücherwurm (2010). Haarkötter geht darin der Frage nach, wie es eigentlich kommt, dass der größte Freund des Buches nach seinem verbissensten Feind benannt ist.

### Wissenschaft
Hektor Haarkötter ist Professor für Kommunikationswissenschaft mit Schwerpunkt politische Kommunikation an der Hochschule Bonn-Rhein-Sieg. Zuvor war er bereits seit 2011 Professor für Kulturjournalismus an der Macromedia Hochschule für Medien und Kommunikation in München und seit 2014 Professor für Onlinejournalismus an der HMKW Hochschule für Medien, Kommunikation & Wirtschaft in Köln. Dort war er auch Fachbereichsleiter des Fachbereichs Journalismus & Kommunikation.
In seiner wissenschaftlichen Arbeit beschäftigt sich Haarkötter mit Medientheorie, Medienphilosophie, journalistischer Ethik, Cybersicherheit und Desinformation. Er hat zu Datenjournalismus, Shitstorms und Youtube-Videos geforscht, Wissenschaftsfernsehen analysiert und sich mit Anonymisierung im Internet beschäftigt. Ein Augenmerk Haarkötters liegt auf Agenda Cutting und Nachrichtenvernachlässigung, wozu er sich regelmäßig publizistisch und in Interviews äußert. Anlässlich des 30. Jubiläums des Onlinejournalismus in Deutschland hat Haarkötter in der Zeitschrift Publizistik eine Debatte zu der Frage gestartet, ob womöglich in absehbarer Zukunft auch das Ende des Onlinejournalismus beobachtet werden könne. Berufspraktisch ist Haarkötter Experte für datengestützte Recherchetechniken, wozu er mehrere Fachpublikationen und Lehrbücher vorgelegt hat. Öffentlich stark rezipiert wurde auch Haarkötters Theorie und Kulturgeschichte des Notizzettels:  „Eines der großen Bücher dieses Herbstes und dieses Winters“, nannte es der Schriftsteller Hanns-Josef Ortheil, und im Lichtenberg-Jahrbuch wurde das Buch eine „äußerst sorgfältige, schier enzyklopädisch angelegte und im Einzelnen erstaunlich weit in die Tiefe gehende Studie“ genannt. Mit dem von Haarkötter zusammen mit Jörg-Uwe Nieland herausgegebenen Sammelband zum Thema „Agenda Cutting“ hat er das erste grundlegende Werk zu diesem Medienphänomen veröffentlicht und für viel Aufmerksamkeit gesorgt. In diesem Buch wird aus verschiedenen Perspektiven untersucht, warum Themen medial von der Tagesordnung verschwinden.
2024 hat Haarkötter mit einer Kommunikationstheorie des Küssens auch weit über die Fachöffentlichkeit hinaus für Furore gesorgt. „Hektor Haarkötters munteres Mäandern durch die ‚Labyrinthe‘ des Küssens verbindet die Vorzüge der Systematik mit den Vorteilen spielerischen Wagemuts“, urteilt der Tagesspiegel, und die Rhein-Sieg-Rundschau resümiert: „Auf 280 Seiten entwickelt sich so eine Arbeit, die für die nächsten Jahre das Standardwerk zum Thema Kuss sein dürfte, kenntnis- und detailreich, vor allem aber sehr vergnüglich geschrieben“.

## Ehrenamtliches Engagement
Hektor Haarkötter ist geschäftsführender Vorstand der Initiative Nachrichtenaufklärung (INA) e.V. mit Sitz in Köln. Die Initiative kürt jedes Jahr die Top Ten der Vergessenen Nachrichten. Seit 2015 kooperiert die INA mit dem Deutschlandfunk als Medienpartner. Gemeinsam haben die beiden Institutionen das Kölner Forum für Journalismuskritik gegründet, in dessen Rahmen auch der von der INA ausgelobte Günter-Wallraff-Preis für Pressefreiheit und Menschenrechte (ursprünglich: Günter-Wallraff-Preis für Journalismuskritik) verliehen wird. Günter Wallraff ist Mitglied der INA-Jury.
Außerdem ist Haarkötter als Vertreter der Wissenschaft Mitglied der Medienkommission der Landesanstalt für Medien NRW. Er fungierte ferner als Sprecher des NRW-Landesvorstands der Deutschen Journalistinnen- und Journalisten-Union (dju) in Ver.Di.

## Ehrungen und Auszeichnungen
- 1999 nominiert für den Grimme-Preis in der Kategorie Unterhaltung als Mitglied des Autorenkollektivs des WDR-Satireformats Quasi-TV.
- 2003 lobende Erwähnung beim Ernst-Schneider-Preis für Wirtschaftsjournalismus („markt“, WDR 2003).
- 2004 lobende Erwähnung beim Journalistenpreis des Bunds der Steuerzahler („markt“, WDR).
- 2010 Toura d’Or („Dorfhotel Vna“, WDR 2010)
- 2010 Columbus Filmpreis in Gold („Ein Dorf wird Hotel“, ARD-Ratgeber Bauen & Wohnen)
- 2010 Columbus Sonderpreis („Wunderschön“, WDR 2010)
- 2011 lobende Erwähnung beim Bert-Donnepp-Preis für Medienpublizistik (WDR-Print-Plagiat)[23]
- 2015 Für die Initiative Nachrichtenaufklärung: Alternativer Medienpreis 2015 (Multimediareportage „Vernachlässigte Nachrichten“ von Rita Vock/Deutschlandfunk)[24]

## Varia
- Hektor Haarkötter ist Jazzpianist und hat sich sein Studium als Klavierlehrer an der Freien Musikschule am Wall Göttingen finanziert. Mit verschiedenen Formationen ist er unter anderem bei den Leverkusener Jazztagen und beim Göttinger Jazzfestival aufgetreten.[25]
- Ein Jahr lang hat Haarkötter als Hausmeister und Pförtner in einem Kloster in Rom gelebt und gearbeitet.
- Als Sketchautor hat Haarkötter zwei Jahre bei der Kölner Stunksitzung mitgewirkt.[26]
- Zusammen mit dem Musiker Det Heidkamp, der 10 Jahre Saxofonist der Kölner Weltmusikkapelle Schäl Sick Brass Band war, hat Haarkötter 2005 den Immigrantenstadl gegründet, Kölns erste Karnevalssitzung nur von Nicht-Kölnern, die vier Jahre im Bürgerhaus Stollwerck stattfand. Eine Nachfolgeveranstaltung firmiert heute als Immisitzung am gleichen Ort.[27]

## Bücher
- (mit Filiz Kalmuk:) Über-Setzen. Mediendiskurse zwischen Transfer und Transformation. Wiesbaden: Springer VS 2025 (= Medien - Aufklärung - Kritik. Schriftenreihe der Initiative Nachrichtenaufklärung; Bd. 2).
- Küssen. Eine berührende Kommunikationsart. S. Fischer, Frankfurt am Main 2024, ISBN 978-3-10-397433-1.
- (mit Jörg-Uwe Nieland:) Agenda Cutting. Wenn Themen von der Tagesordnung verschwinden. Wiesbaden: Springer VS 2023 (= Medien - Aufklärung - Kritik. Schriftenreihe der Initiative Nachrichtenaufklärung; Bd. 1).
- Notizzettel. Denken und Schreiben im 21. Jahrhundert. S. Fischer, Frankfurt am Main 2021, ISBN 978-3-10-397330-3.
- Journalismus.online. Das Handbuch zum Online-Journalismus. Köln: Halem-Verlag. ISBN 978-3-7445-1108-7.
- (mit Johanna Wergen als Herausgeber) Das Youtubiversum. Chancen und Disruptionen der Onlinevideo-Plattform in Theorie und Praxis. Wiesbaden: Springer VS.
- (mit Jörg-Uwe Nieland als Herausgeber) Nachrichten und Aufklärung. 20 Jahre Initiative Nachrichtenaufklärung. Wiesbaden: Springer VS.
- (als Herausgeber) Shitstorms und andere Nettigkeiten. Über die Grenzen der Kommunikation in Social Media (2016). Baden-Baden: Nomos Verlagsgesellschaft. ISBN 978-3-8487-3064-3.
- Google & mehr: Online-Recherche. Wie Sie exakte Treffer auf Ihre Suchanfragen erhalten (2016). Köln: Halem-Verlag. ISBN 978-3-86764-684-0.
- (als Gastherausgeber mit Felix Weil:) Ethics for the Internet of Things. International Review of Information Ethics, Heft 1/2015.
- mit Evelyn Runge: Motor- und Reisejournalismus (2015). Reihe Journalismus-Bibliothek. Hg.: Martin Welker. Köln: Halem-Verlag. ISBN 978-3-86962-026-8.
- Die Kunst der Recherche (2015). Köln: Halem-Verlag. ISBN 978-3-7445-0678-6.
- William Blades: Die Bücherfeinde. Feuer und Wasser, Gas und Hitze, Staub und Vernachlässigung, Ignoranz und Engstirnigkeit: Bücher können auf vielerlei Art zu Schaden kommen (2012). Hg., übers. und eingeleitet von Hektor Haarkötter. Darmstadt: Wissenschaftliche Buchgesellschaft. ISBN 978-3-534-26498-8.
- Der Bücherwurm. Vergnügliches für den besonderen Leser (2010). Darmstadt: Wissenschaftliche Buchgesellschaft. ISBN 978-3-89678-662-3.
- Nicht-endende Enden (2007). Dimensionen eines literarischen Phänomens: Erzähltheorie, Hermeneutik, Medientheorie. Würzburg: Königshausen & Neumann. ISBN 978-3-8260-3389-6.
- Abschalten. Das Anti-Medien-Buch (2007). Darmstadt: Wissenschaftliche Buchgesellschaft. ISBN 978-3-89678-620-3.